# Liebenau (Adelsgeschlecht)

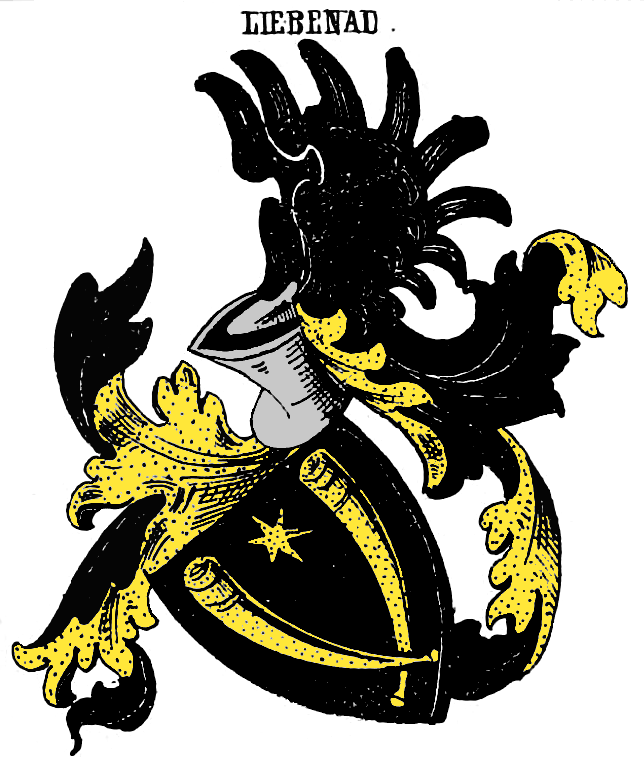
Wappen derer von Liebenau

Liebenau, historisch auch Liebenow, ist der Name eines ursprünglich sächsischen Adelsgeschlechts, das späterhin auch in Preußen zu einigem Ansehen gelangte.
Es besteht keine Stammesverwandtschaft zu einem gleichnamigen älteren schlesischen Geschlecht, ebenso wenig zur Familie Hermanns von Liebenau, noch zu einem nach dem Ort Liebenow bei Arnswalde sich nennenden neumärkischem Geschlecht oder zur böhmischen Familie Liebentantz v. Liebenau.

## Geschichte

### Meißen und Sachsen
Die von Liebenau sind wohl dem eingeborenen meißnischen Adel zuzurechnen und entlehnen ihren Namen wohl von Burgliebenau bei Merseburg. Mit Bartholomaeus de Lybennowe im Jahre 1231 und den Brüdern Heinrich, Richard und Bartholomaeus de Lybenowe, Mönche im Kloster Neuzelle, im Jahre 1279 als Urkundenzeugen wurde das Geschlecht erstmals urkundlich genannt.
Von 1490 bis 1694 war Krummenhennersdorf das älteste bekannte Lehen, Mitte des 17. Jahrhunderts kam Langenhennersdorf dazu. Weiterer Güterbesitz bestand zu Langenwolmsdorf (1780), Leissenau (1752), Ober-Allersdorf (1639) Schmiedeberg (1801) und Zehista (1671), dazu 1699 auch der Liebenauische Weinberg in Zitzschewig.
Söhne der Familie haben sich mehrfach als Offiziere in der sächsischen Armee hervorgetan. Mindestens bis 1848 werden solche namentlich in den Stammlisten genannt.

### Brandenburg und Preußen
Reinhold Liebenau wurde am 9. Januar 1659 in den Reichsadelsstand nobilitiert, was Kurfürst Friedrich Wilhelm von Brandenburg am 29. Juli 1659 förmlich anerkannte.
Die gesicherte Stammreihe der preußischen Linie beginnt mit dem königlich preußischen Oberforst- und Wildmeister Kurt Friedrich von Liebenau († 1718), welcher mit Regina von Haugwitz vermählt war. Ludwig Wilhelm von Liebenau (1700–1775), Ökonom des königlichen Waisenhauses in Königsberg und Sohn des erstgenannten, erhielt gemeinsam mit seinen Söhnen Karl Friedrich von Liebenau (* 1727), königlich preußischer Leutnant im Kürassier-Regiment von Kleist, Georg Ludwig von Liebenau (1732–1795), königlich preußischer Rittmeister und Vorsteher der Tabaksplantagen in Templin, Heinrich Wilhelm von Liebenau (1738–1764), königlich preußischer Leutnant im Infanterie-Regiment von Itzenplitz und Albrecht Friedrich von Liebenau in Berlin am 23. Juli 1764 die preußische Adelsbestätigung.
In Preußen konnte die Familie zwar keinen Güterbesitz an sich bringen, stellte aber ebenfalls ausgezeichnete und ranghohe Offiziere in der preußischen Armee.

## Wappen
Das Stammwappen zeigt innerhalb eines goldenen Schildrandes in Schwarz zwei abwärts geschränkte goldene Jagdhörner (oder Hifthörner), überhöht von einem goldenen sechsstrahligem Stern. Auf dem gekrönten Helm mit schwarz-goldenen Decken ein schwarzer Flügel.

## Angehörige
- Johann Siegmund von Liebenau (1607–1671), Amtshauptmann und Oberkommandierender der sächsischen Festungen
- Johann Adolph von Liebenau (1683–1760), sächsischer Generalmajor, Sohn:
  - Carl Haubold von Liebenau, sächsischer Kammerherr
- Gottlob Haubold von Liebenau (1721–1792), sächsischer Generalmajor
- Eugen Dietrich Moritz von Liebenau (1757–1821), sächsischer Generalmajor[5]
- Friedrich Christian von Liebenau (1764–1832), sächsischer Oberst
- Albert von Liebenau (1799–1871), preußischer Generalmajor[6]
- Eduard von Liebenau (1840–1900), preußischer Generalmajor und Ober-Hof- und Hausmarschall von Kaiser Wilhelm II.